# Alchemilla glabra
Espèce
Alchemilla glabra est une espèce de plantes de la famille des Rosaceae. 